# 圣戈贝尔
圣戈贝尔（法語：Saint-Gobert，法語發音：[sɛ̃ ɡɔbɛʁ]）是法国上法蘭西大區埃纳省的一个市镇，属于韦尔万区。

## 地理
圣戈贝尔（49°48'5"N, 3°48'57"E）面积7.78 平方千米，位于法国上法蘭西大區埃纳省，该省份为法国北部内陆省份，北起北部省，西接索姆省和瓦兹省，东临阿登省和马恩省，西南至塞纳-马恩省，东北部与比利时接壤。
与圣戈贝尔接壤的市镇（或旧市镇、城区）包括：弗朗克维尔、热尔西、格罗纳尔、乌里、吕尼、鲁日里、圣皮埃尔-莱弗朗克维尔、沃阿里。

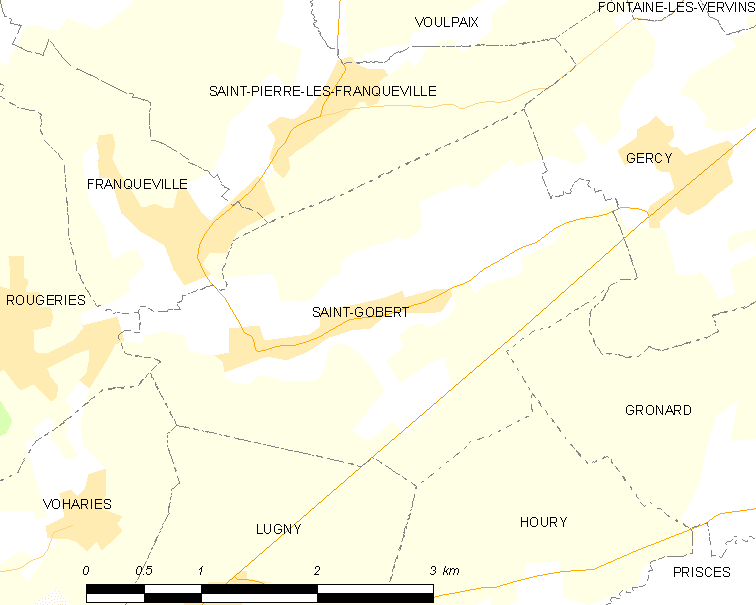
圣戈贝尔的OSM定位图

圣戈贝尔的时区为UTC+01:00、UTC+02:00（夏令时）。

## 行政
圣戈贝尔的邮政编码为02140，INSEE市镇编码为02681。

## 政治
圣戈贝尔所属的省级选区为马尔勒县。

## 人口

1962-2008年间圣戈贝尔人口变化图示

圣戈贝尔于2022年1月1日时的人口数量为285人。